# Trigonodes bougainvillensis
Trigonodes bougainvillensis là một loài bướm đêm trong họ Noctuidae.